# Heinrich Ostermann
Greve Heinrich Johann Friedrich Ostermann (ryska: Андрей Иванович Остерман: Andrej Ivanovitj Osterman), född den 9 juni 1686 i Bochum, död den 31 maj 1747, var en tyskfödd rysk politiker (utrikesminister) och greve, som under en tid var regent för den minderårige tsar Ivan VI. Han var far till Ivan Osterman och morfar till Aleksandr Osterman-Tolstoj.